# Naftni šok 1973.
Naftna kriza 1973. godine ili naftni šok je naziv za ekonomsku krizu koja je pogodila, pre svega zapadne zemlje, a nakon njih i ostatak sveta, u jesen 1973. godine, nakon što su u oktobru 1973. države članice OAPEC-a donele odluku o embargu na izvoz nafte u SAD, Britaniju, Kanadu, Holandiju i Japan, zbog toga što su smatrale da vlade tih zemalja podržavaju Izrael u Jomkipurskom ratu. Embargo, koji je kasnije proširen na Portugaliju, Rodeziju i Južnu Afriku, potrajao je do marta 1974. i imao dalekosežne posledice po svetsku ekonomiju, pre svega zbog toga što se cena nafte popela sa dotadašnjih 3 na 12 dolara po barelu, pa je, s obzirom da se svetska ekonomija temeljila na nafti, dovela do poremećaja u opskrbi i svim drugim granama ekonomije. Smatra se da su ti događaji, uz tzv. Niksonov šok dve godine ranije označili konačni kraj pozitivnih ekonomskih trendova koji su obeležili svetsku ekonomiju u četvrt veka nakon završetka Drugog svetskog rata, odnosno započeli novi period koji obeležavaju ekonomske krize koje endemski traju do današnjeg dana. Naftni šok se počeo nazivati i Prvi naftni šok nakon Drugog naftnog šoka koji se dogodio 1979. godine posle Iranske islamske revolucije.

## Zaleđina

### Arapsko-izraelski sukob
Od kada je Izrael proglasio nezavisnost 1948. godine došlo je do sukoba između Arapa i Izraelaca na Bliskom istoku, uključujući nekoliko ratova. Suecka kriza, poznata i kao Drugi arapsko-izraelski rat, otpočela je u južnoj izraelskoj luci Eilat koju je blokirao Egipat, koji je takođe nacionalizovao Suecki kanal koji je pripadao francuskim i britanskim investitorima. Kao rezultat rata, Suecki kanal je bio zatvoren na nekoliko meseci između 1956. i 1957. godine.
Šestodnevni rat 1967. godine uključivao je izraelsku invaziju na egipatsko Sinajsko poluostrvo, što je rezultiralo egipatskim zatvaranjem Sueckog kanala na osam godina. Nakon Jom Kipurskog rata, kanal je očišćen 1974. i ponovo otvoren 1975. godine. Zemlje OAPEC-a su smanjile proizvodnju nafte i stavile embargo na izvoz nafte u Sjedinjene Države nakon što je Ričard Nikson zatražio 2,2 milijarde dolara za podršku izraelskim ratnim naporima. Embargo je trajao samo do januara 1974, iako je cena nafte i nakon toga ostala visoka.

### Pad američke proizvodnje
Do 1969. američka domaća proizvodnja nafte nije mogla ići u korak sa sve većom potražnjom. Godine 1925. nafta je činila petinu američke upotrebe energije; u vreme kada je započeo Drugi svetski rat, jedna trećina američkih energetskih potreba bila je zadovoljena naftom. Nafta je počela da zamenjuje ugalj kao poželjni izvor goriva. Ona je korištena za grejanje domova i proizvodnju električne energije, i bila je jedino gorivo koje se moglo koristiti za vazdušni prevoz. Godine 1920. američka naftna polja pružala su gotovo dve trećine svetske proizvodnje nafte. Godine 1945. američka proizvodnja povećana je na nešto više od dve trećine. SAD su uspele da samostalno zadovolje svoje energetske potrebe u deceniji između 1945. i 1955, ali su uvozile 350 miliona barela godišnje do kraja 1950-ih, uglavnom iz Venecuele i Kanade. Godine 1973. američka proizvodnja je opala na 16,5% globalne proizvodnje.
Troškovi proizvodnje nafte na Bliskom Istoku bili su dovoljno niski da su kompanije mogle da ostvare profit uprkos američkoj tarifi na uvoz nafte. To je naštetilo domaćim proizvođačima nafte u mestima kao što su Teksas i Oklahoma koji su prodavali naftu po tarifno-podržanim cenama i sada su morali da se nadmeću sa jeftinom naftom iz regiona Persijskog zaliva. Prve američke firme koje su iskoristile niske troškove proizvodnje na Bliskom Istoku bile su Geti, Standard Oil iz Indijane, Kontinental Oil i Atlantik Ričfild. Predsednik Dvajt D. Ajzenhauer je 1959. godine rekao: „Sve dok nafta na Bliskom Istoku i dalje bude jeftina kao što jeste, verovatno možemo malo učiniti da smanjimo zavisnost Zapadne Evrope od Bliskog Istoka.” Na kraju, na zahtev nezavisnih američkih proizvođača, Ajzenhauer je uveo kvote za stranu naftu koje su ostale na snazi između 1959. i 1973. Kritičari su to nazvali politikom „isuši Ameriku prvo”. Neki naučnici smatraju da je ta politika doprinela padu domaće proizvodnje nafte u SAD tokom ranih 1970-ih. Dok je proizvodnja nafte u SAD opadala, domaća potražnja je istovremeno rasla, što je dovelo do inflacije i stalnog rasta indeksa potrošačkih cena između 1964. i 1970.
Američki višak proizvodnog kapaciteta smanjen je sa 4 miliona bpd na oko milion bpd između 1963. i 1970, povećavajući američku zavisnost od stranog uvoza nafte. Kada je Ričard Nikson preuzeo dužnost 1969. godine, dodelio je Džordžu Šulcu da rukovodi komitetom za preispitivanje programa kvota Ajzenhauerove ere. Šultzov komitet preporučio je da se kvote ukinu i zamene tarifama, ali Nikon je odlučio da zadrži kvote zbog snažnog političkog protivljenja. Nikon je 1971. godine nametnuo gornju granicu cena nafte, jer je potražnja za naftom rasla, a proizvodnja opadala, što je povećalo zavisnost od stranog uvoza nafte jer je potrošnja bila podržana niskim cenama.  Nikon je 1973. najavio prekid sistema kvota. Između 1970. i 1973. američki uvoz sirove nafte gotovo se udvostručio, dostigavši 6,2 miliona barela dnevno u 1973. godini. Do 1973. godine, izobilna isporuka nafte držala se tržišna cena nafte nižom od objavljene cene.

### OPEC
Organizaciju zemalja izvoznica nafte (OPEC) osnovalo je pet zemalja proizvođača nafte na konferenciji u Bagdadu 14. septembra 1960. Pet osnivačkih članova OPEC-a bile su Venecuela, Irak, Saudijska Arabija, Iran i Kuvajt. OPEC je organizovan nakon što su naftne kompanije smanjile objavljenu cenu nafte, ali je objavljena cijena nafte ostala stalno viša od tržišne cene nafte između 1961. i 1972.
Godine 1963. Sedam sestara je kontrolisalo 86% nafte proizvedene u zemljama OPEC-a, ali do 1970. porast „nezavisnih naftnih kompanija” smanjio je njihov udeo na 77%. Ulazak tri nova proizvođača nafte - Alžira, Libije i Nigerije - značio je da su do 1970. godine 81 naftne kompanije poslovale na Bliskom Istoku.
Početkom 1960-ih godina Libija, Indonezija i Katar pridružili su se OPEC-u. OPEC se generalno smatrao neefikasnim sve dok političke turbulencije u Libiji i Iraku nisu ojačale njihov položaj 1970-te godine. Pored toga, sve veći sovjetski uticaj pružio je zemljama proizvođača nafte alternativna sredstva za transport nafte na tržišta.
Na osnovu Teheranskog sporazuma o cenama iz 1971. godine objavljena cena nafte povećana je i usled pada vrednosti američkog dolara u odnosu na zlato, donesene su neke antiinflatorne mere.
U septembru 1973. godine Ričard Nikson je izjavio: „Nafta bez tržišta, kako je gospodin Mosadik saznao pre mnogo, mnogo godina, ne čini zemlji mnogo dobrog”, govoreći o nacionalizaciji iranske naftne industrije iz 1951. godine. Međutim, između oktobra 1973. i Februara 1974, zemlje OPEC-a podigle su četiri puta objavljenu cenu na gotovo 12 USD.

### Odbrojavanje do Oktobarskog rata
Arapske zemlje koje proizvode naftu pokušale su da iskoriste naftu kao polugu da utiču na političke događaje u dva prethodna navrata — prvi je bila Suecka kriza 1956. godine kada su Ujedinjeno Kraljevstvo, Francuska i Izrael napali Egipat. Tokom sukoba, Sirijci su sabotirali Transarapski i Irak–Banijas naftovod , što je poremetilo snabdevanje naftom Zapadne Evrope. Drugi slučaj je bio kada je izbio rat između Egipta i Izraela 1967. godine, ali uprkos stalnom neprijateljstvu Egipta i Sirije protiv Izraela, embargo je trajao samo nekoliko meseci. Većina naučnika se slaže da je embargo iz 1967. godine bio neefikasan.
Iako su neke članice Organizacije arapskih zemalja izvoznica nafte (OAPEC) podržavale upotrebu nafte kao oružja za uticaj na politički ishod Arapsko-izraelskog sukoba, Saudijska Arabija je tradicionalno bila najsnažniji pristalica odvajanja nafte od politike. Saudijci su bili oprezni prema taktici zbog dostupnosti nafte iz nearapskih zemalja koje proizvode naftu, a u decenijama koje su prethodile krizi, konzervativne monarhije u regionu postale su zavisne od zapadne podrške kako bi osigurale svoj dalji opstanak kako je naserizam dobijao na snazi. S druge strane, Alžir, Irak i Libija su snažno podržavali upotrebu nafte kao oružja u sukobu. Arapske novine kao što su egipatski Al-Ahram, libanski An-Nahar i iračka Al-Tavra su istorijski podržavale upotrebu nafte kao oružja.
Godine 1970, umro je predsednik Egipta Naser i nasledio ga je Anvar Sadat, čovek koji je verovao u diplomatiju iznenađenja, upuštajući se u iznenadne poteze da poremeti diplomatsku ravnotežu. Sadat je voleo da kaže da je njegova omiljena igra bekgemon, igra u kojoj su veština i upornost bili nagrađeni, ali je najbolje dobijao iznenadnim kockanjem, praveći analogiju između načina na koji je igrao bekgammon i kako je vodio svoju diplomatiju. Pod Naserom, Egipat i Saudijska Arabija su vodili ono što je bilo poznato kao Arapski hladni rat, dok se Sadat odlično slagao sa kraljem Saudijske Arabije Fejsalom, formirajući savez između najmnogoljudnije arapske države i najbogatije arapske države. Za razliku od sekulariste Nasera, Sadat je bio pobožan musliman i imao je jak lični odnos sa kraljem Fejsalom, koji je bio podjednako pobožan musliman. Čovek koji je u velikoj meri bio zadužen za američku spoljnu politiku, savetnik za nacionalnu bezbednost, Henri Kisindžer, kasnije je priznao da je bio zaokupljen mirovnim pregovorima u Parizu o okončanju rata u Vijetnamu, te da su on i drugi u Vašingtonu propustili značaj egipatsko-saudijske alijanse. U isto vreme kada se Sadat približio Saudijskoj Arabiji, on je takođe želeo zbližavanje sa Sjedinjenim Državama i udaljavanje Egipta od saveza sa Sovjetskim Savezom. Godine 1971, SAD su imale informaciju da su arapske države spremne da sprovedu još jedan embargo. U julu 1972. Sadat je proterao svih 16.000 sovjetskog vojnog osoblja u Egipat u znak da želi bolje odnose sa Sjedinjenim Državama. Kisindžer je bio potpuno iznenađen Sadatovim potezom, rekavši: „Zašto mi je učinio ovu uslugu? Zašto prvo nije zahtevao sve vrste ustupaka?“
Sadat je očekivao kao nagradu da će Sjedinjene Države odgovoriti pritiskom na Izrael da vrati Sinaj Egiptu, ali nakon što njegov antisovjetski potez nije izazvao nikakav odgovor Sjedinjenih Država, do novembra 1972. Sadat se ponovo približio Sovjetskom Savezu, kupujući ogromnu količinu sovjetskog oružja za rat koji je planirao da pokrene protiv Izraela 1973. godine. Za Sadata, cena nije bila predmet pošto je novac za kupovinu sovjetskog oružja dolazio iz Saudijske Arabije. Istovremeno, Fejsal je obećao Sadatu da će Saudijska Arabija, ako dođe do rata, staviti embargo na naftu Zapadu. Aprila 1973, saudijski ministar za naftu Ahmed Zaki Jamani posetio je Vašington kako bi se sastao sa Kisindžerom i rekao mu da kralj Fejsal postaje sve nezadovoljniji Sjedinjenim Državama, rekavši da želi da Amerika izvrši pritisak na Izrael da vrati sve zemlje zarobljene u Šestodnevnom ratu 1967.
U kasnijem intervjuu, Jamani je optužio Kisindžera da njegovo upozorenje nije shvatio ozbiljno, rekavši da je sve što je uradio bilo da ga je zamolio da više ne govori o ovoj pretnji. Ljut na Kisindžera, Jamani je u intervjuu Vašington postu 19. aprila 1973. upozorio da kralj Fejsal razmišlja o embargu na naftu. U to vreme, opšti osećaj u Vašingtonu je bio da Saudijci blefiraju i da ništa neće biti od njihove pretnje da će uvesti embargo na naftu. Činjenica da je Fejsalov bezuspešni polubrat, kralj Saud, uveo osakaćujući embargo na naftu Britaniji i Francuskoj tokom Sueckog rata 1956, nije smatrana važnim presedanom. Direktori četiri američke naftne kompanije su nakon razgovora sa Fejsalom stigli u Vašington u maju 1973. sa upozorenjem da je Fejsal znatno čvršći, inteligentniji i nemilosrdniji od svog polubrata Sauda kojeg je smenio 1964. godine, i da su njegove pretnje bile ozbiljne. Kisindžer je odbio da se sastane sa četiri izvršna direktora. U proceni koju su Kisindžer i njegovo osoblje uradili o Bliskom istoku u leto 1973. godine, ponovljene Sadatove izjave o vođenju džihada protiv Izraela odbačene su kao prazna priča, dok su upozorenja kralja Fejsala takođe smatrana beznačajnim. U septembru 1973, Nikson je otpustio Rodžersa sa mesta državnog sekretara i zamenio ga Kisindžerom. Kisindžer je kasnije izjavio da mu nije dato dovoljno vremena da upozna Bliski istok dok se smeštao u kancelariju Stejt departmenta u Fogi Botomu dok su Egipat i Sirija napali Izrael 6. oktobra 1973. godine.

### Kraj Bretonvudsa
Dana 15. avgusta 1971, Sjedinjene Države jednostrano su se povukle iz Bretonvudsovog sporazuma. SAD su odustale od Zlatnog standarda razmene po kome je vrednost dolara bila povezana sa cenom zlata, a sve ostale valute su bile vezane za dolar, čija je vrednost ostavljena da „pluta” (porast i pad u skladu sa potražnjom na tržištu). Ubrzo nakon toga, Britanija je sledila, dajući funti plutajuči status. Ostale industrijalizovane nacije sledile su sa svojim valutama. Očekujući da će vrednosti valuta neko vreme nepredvidivo fluktuirati, industrijalizovane zemlje su povećale svoje rezerve (uvećavanjem zaliha novca) u iznosima daleko većim nego ranije. Rezultat je bilo obezvređenje dolara i valuta drugih industrijalizovanih zemalja. Budući da je cena nafte navođena u dolarima, stvarni prihodi proizvođača nafte su se smanjili. U septembru 1971. godine OPEC je objavio zajedničko saopštenje u kome je rečeno da će od tada oni određivati cenu nafte u odnosu na fiksnu količinu zlata..

## Literatura
- Ammann, Daniel (2009). The King of Oil: The Secret Lives of Marc Rich. New York: St. Martin's Press. ISBN 978-0-312-57074-3.
- Blinder, Alan S (1979). Economic Policy and the Great Stagflation. New York: Academic Press..
- Bromley, Simon (1991). American Hegemony and World Oil: The Industry, the State System, and the World Economy. Pennsylvania State UP.
- Eckstein, Otto (1979). The Great Recession. Amsterdam: North-Holland..
- Frum, David (2000). How We Got Here: The '70s. New York: Basic Books. ISBN 978-0-465-04195-4.
- Ikenberry, G. John (1986). „The Irony of State Strength: Comparative Responses to the Oil Shocks in the 1970s”. International Organization. 40 (1): 105—137. doi:10.1017/S0020818300004495.
- Lenczowski, George (1990). American Presidents and the Middle East. Duke University Press. ISBN 978-0-8223-0972-7.
- Licklider, Roy (1988). „The Power of Oil: The Arab Oil Weapon and the Netherlands, the United Kingdom, Canada, Japan, and the United States”. International Studies Quarterly. 32 (2): 205—226. JSTOR 2600627. doi:10.2307/2600627.
- Masouros, Pavlos E. (2013). Corporate Law and Economic Stagnation: How Shareholder Value and Short-termism Contribute to the Decline of the Western Economies. Eleven International Publishing.
- Painter, David S. (2014) "Oil and geopolitics: The oil crises of the 1970s and the cold war." Historical Social Research/Historische Sozialforschung (2014): 186-208.  online
- Randall, Stephen J (2005). United States foreign oil policy since World War I: For profits and security. Montreal: McGill-Queen's Press-MQUP..
- Rupert, Mark E.; Rapkin, David P. (1985). "The Erosion of U.S. Leadership Capabilities", in Johnson, Paul M.; Thompson, William R., eds. Rhythms in Politics and Economics. New York: Praeger.
- Stern, Roger J. (2016) „Oil Scarcity Ideology in US Foreign Policy, 1908–97.”. Security Studies. 25 (2): 214—257. 2016.
- Yergin, Daniel (2008). The Prize: The Epic Quest for Oil, Money, and Power. New York: Simon and Schuster.